# Le Shofar
Le Shofar est un tableau réalisé par le peintre russe Marc Chagall en 1914-1915. Cette œuvre sur papier gris exécutée au crayon, à l'aquarelle et à la gouache représente quatre hommes barbus dont l'un joue du chophar. Elle est conservée au musée national d'Art moderne, à Paris.